# Нагловіце
Нагловіце (пол. Nagłowice) — село в Польщі, у гміні Нагловиці Єнджейовського повіту Свентокшиського воєводства.
Населення — 854 особи (2011).
У 1975-1998 роках село належало до Келецького воєводства.

## Демографія
Демографічна структура на день 31 березня 2011 року:
|          | Загалом | Допрацездатний вік | Працездатний вік | Постпрацездатний вік |
| -------- | ------- | ------------------ | ---------------- | -------------------- |
| Чоловіки | 435     | 96                 | 291              | 48                   |
| Жінки    | 419     | 78                 | 231              | 110                  |
| Разом    | 854     | 174                | 522              | 158                  |